# Pentax K-50
La Pentax K-50 es una cámara réflex digital que se presentó en junio de 2013 como una evolución de la Pentax K-30.

## Características
Las características de la Pentax K-50 son las mismas que las de la K-30 destacando el visor pentaprisma con un campo de visión del 100% y el sistema de estabilización en el sensor. Como novedades aporta un cambio del diseño exterior y un cuerpo sellado más resistente, hecho de aleación de magnesio y con 81 puntos de sellado.